# Hydrograaf (Schiff, 1910)
Die Hydrograaf ist ein 1910 erbautes niederländisches Schiff. Es wurde bis 1940 für den hydrografischen Dienst der Koninklijke Marine eingesetzt und vermaß hier den Meeresboden. Es ist noch erhalten und dient heute als Passagierschiff für Partys und Ausflüge. Der ursprüngliche Dampfantrieb wurde 1985 durch Dieselmotoren ersetzt.

## Bau
Das Schiff wurde am 11. Oktober 1909 in Rotterdam auf Kiel gelegt und am 26. Januar 1910 vom Stapel gelassen. Wie damals üblich, handelte es sich um einen Dampfer mit zwei kohlebefeuerten Dampfmaschinen (für zwei Antriebswellen). Mit einem Tiefgang von nur 1,80 m war er für die flachen Küstengewässer der südwestlichen Niederlande, der Zuiderzee und des Wattenmeeres bestens geeignet.

## Verwendung
Die „Hr.Ms. Hdyrograaf“ wurde von der Koninklijke Marine am 4. Mai 1910 in Dienst gestellt. In der Regel diente das Schiff von April bis Oktober als Vermessungsschiff für ein zugewiesenes Seegebiet. In den kalten Jahreszeiten konnten aufgrund der Wetterbedingungen keine Aufnahmen gemacht werden. Zu jeder Saison wurde das Schiff offiziell in Dienst und am Ende außer Dienst gestellt. So lag das Schiff in den Wintermonaten meistens vertäut in Hellevoetsluis oder in Willemsoord, Den Helder. Von dem Grau anderer Marinefahrzeuge unterschied sich die Hydrograaf durch ihren schwarzen Rumpf und den gelben Aufbauten. 1921 erhielt das Schiff Verstärkung durch die auf derselben Werft gebauten „Eilerts de Haan“.

Peilungsaufzeichnungen der Hr.Ms. Hydrograaf

Die Hydrograaf wurde zudem mehrmals als königliche Yacht bei Besuchen von Königin Wilhelmina, ihrem Prinzgemahl Heinrich zu Mecklenburg und ihrer Tochter Prinzessin Juliana in den Gewässern von Südholland und Zeeland eingesetzt. Zu diesem Zweck war achterdecks eine Kabine eingerichtet worden.
Im Mai 1940 wurde das Schiff von Vlissingen nach England verlegt um hier während des Zweiten Weltkriegs als Unterkunftsschiff für den Minenräumdienst zu dienen. Am 25. September 1943 kam das Schiff nach Harwich und wurde als Depotschiff eingesetzt. Nach der alliierten Einnahme von Zeeuws-Vlaanderen im Oktober 1944 wurde das Schiff dem Kommandanten in Zeeland zur Verfügung gestellt. Es diente sogleich wieder als Vermessungsschiff, um den wichtigen Zugang zum Hafen von Antwerpen besser zu kartieren.
Nach dem Krieg wurde das Schiff wieder in den Dienst des Hydrographischen Dienstes gestellt. Bis zum 16. Oktober 1962, da wurde es aus dem Bestand der Koninklijke Marine genommen und durch das moderne Vermessungsschiff „Zeefakkel“ ersetzt. Die Hydrograaf war das letzte kohlebefeuerte Dampfschiff der Koninklijke Marine.

## Seekadettenboot

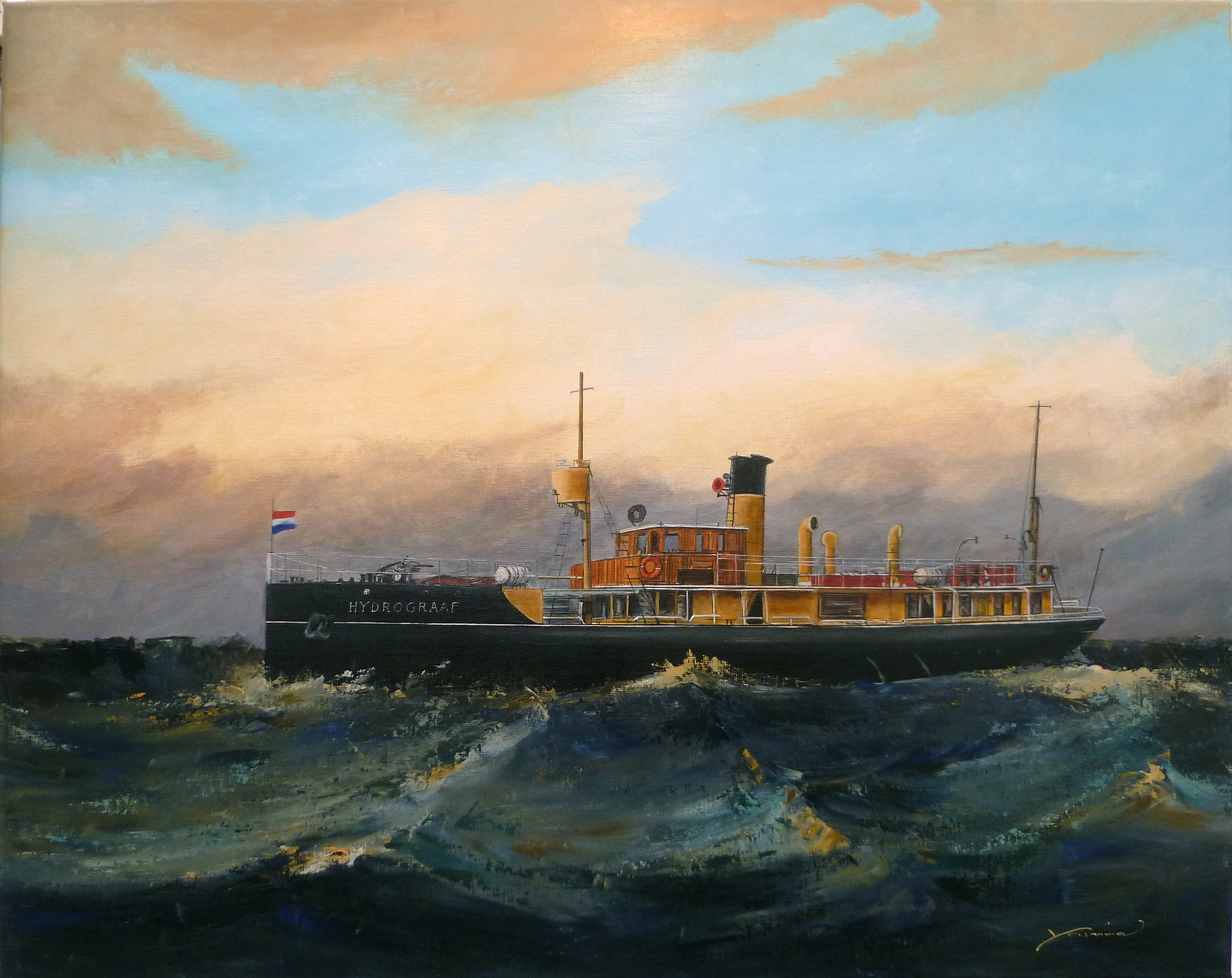
Künstlerische Darstellung der Hydrograaf, geschaffen durch die belgische Malerin Yasmina

Das Schiff wurde an das zivile Zeekadetkorps (Seekadettenkorps) zu Rotterdam übergeben, wo es im Oktober 1964 in Gebrauch genommen wurde. Der Präfix Hr.Ms. musste aus dem Namen verschwinden, da das Schiff nicht mehr unter dem Kommando eines Marineoffiziers stand. Später wurde es an die Korps in Den Helder und weiter nach Amsterdam verkauft. Das Schiff wurde so weit wie möglich in seinen ursprünglichen Zustand zurückversetzt. 1982 nahm das Amsterdamer Korps zum ersten Mal an einem Sommertreffen in Oude Zeug (Wieringermeer) mit einem eigenen, wenn auch geschleppten Korpsschiff teil. Aufgrund von Geldmangel verschlechterte sich der Zustand des Schiffes jedoch rapide und es lag im ehemaligen Zouthaven in Amsterdam.

## Partyschiff
Ende 1983 wurde das Schiff an Harry Smit verkauft, der bereits in den Häfen rund um das IJsselmeer zahlreiche alte Barkassen, Lastkähne und Blazer wieder herrichtete. Die Hydrograaf wurde vollständig restauriert, innen als luxuriöses Salonboot getäfelt und der Dampfantrieb durch zwei Rolls-Royce-Dieselmotoren ausgetauscht. Das Ziel war es Tagesfahrten mit Tanz anzubieten. Während der Segelveranstaltung Sail Amsterdam 1985 feierte das Schiff sein Debüt. Seitdem kann die Hydrograaf mit Sitz in Weesp als Partyschiff gemietet werden. 1993 wurde es von Königin Beatrix und Prinz Claus während des Besuchs von König Boudewijn und Königin Fabiola von Belgien in Amsterdam benutzt.

## „Pakjesboot 12“
In der belgischen und niederländischen Folklore kommt in jedem Jahr zu Mitte November auf einem Dampfschiff der Sinterklaas mit seinem schwarzen Pieten aus Spanien angereist. Dieser „Intocht“ (Einzug) wird jedes Jahr vom Fernsehen übertragen. Als Schiff diente u. a. das Vermessungsschiff „Zeefakkel“, ab 1985 wurde von den Organisatoren die renovierte Hydrograaf angemietet. Hierfür wird das Schiff zum „Pakjesboot 12“ (Geschenkepäckchen-Schiff) umgebaut. Der Schornsteinrauch wurde, da der Dampfantrieb 1985 entfernt wurde, zunächst mit Rauchtöpfen nachgebildet. Als diese Art der Raucherzeugung ab 2004 unter das niederländische Munitionsgesetz fiel und verboten wurde, wird heute für dieses Ereignis eine große Nebelmaschine installiert. Auch in dem Spielfilm Alles is liefde von 2007, dessen Handlung in der Zeit des Sinterklaasfestes spielt, ist die Hydrograaf, alias „Pakjesboot 12“ zu sehen.
Als die Handlung des begleitenden Sinterklaasjournaals den (fiktiven) Untergang des Pakjesboots thematisierte, wurde im Anschluss in Hellevoetsluis ein neues Pakjesboot für den Sinterklaas „gebaut“. Die Hydrograaf stellte dann auch dieses dar und ab diesem Zeitpunkt fährt es für den jeweiligen „Intocht“ unter dem Namen „Het Stoomboot“.

## Theater
Vom 30. August bis zum 8. September 2006 diente die Hydrograaf in Zeeland als schwimmende Theaterbühne für das Stück De Ondergang van de Titanic, eine der Open-Air-Aufführungen des Zeeland Nazomer Festival. Von verschiedenen Häfen aus unternahm das Publikum eine Rundfahrt durch die Gewässer Zeelands, wo bei einer Schiffsbesichtigung die Geschichte des Untergangs der Titanic als Metapher für den Niedergang der westlichen Zivilisation erzählt wurde.